# Peter Gardiner
Peter Clarence Gardiner, född 8 juli 1968 i Uppsala, är en svensk skådespelare, sångare och dansare.

## Biografi
Peter Gardiner tillhör Stockholm Stadsteaters fasta ensemble, där han bl.a gjorde rollen som Kapten von Trapp i Sound of Music år 2021 och medverkade år 2023 i den hyllade föreställningen Alltid Vara vi. Peter gör rollen som Marty i Dreamgirls på Chinateatern under hösten 2024. I TV-rutan har publiken sett honom i serier som Solsidan, Filip & Mona, Det som göms i Snö, Topdog, SVT serien Äntligen med Lorry-gänget, och Sanningen. Han medverkar i långfilmen Strul som har premiär under 2024. 
Peter började dansa som barn, tävlade i street och discodans och arbetade i tonåren som dansare i showdansgrupp som producerade egna föreställningar. 1988 kom han in på juristlinjen och Balettakademiens yrkeslinje samtidigt, Peter valde dansen och flyttade till Stockholm. Parallellt med studierna arbetade Peter som dansare i olika krogshower. 1992 fick Peter anställning hos balettkompaniet Nye Carte Blanche där han dansade ledande roller i verk av bland andra Mats Ek och Kenneth Kvarnström. Senare blev Dansens Hus i Stockholm Peters bas där han arbetade med en rad olika koreografer med turnéer i Sverige och Europa.
Peter dansade med Isadora Dance Company i New York och började samtidigt intressera sig för skådespeleri. I slutet av nittiotalet medverkade han i flera tv serier, spelade revy på Uppsala stadsteater och gjorde en av huvudrollerna i West side story på Göteborgsoperan. År 2000 arbetade Peter på Parkteatern och den dåvarande chefen Benny Fredriksson övertygade Peter om att satsa på teater och en skådespelarkarriär. Peters första roll i en teaterpjäs blev som slaven Sookey i Tennessee Williams klassiker Katt på Hett Plåttak, mot bland andra Ingvar Hirdwall och Eva Röse. 
Därefter spelade Peter rollen Paris i Cirkus Cirkörs uppsättning av Romeo & Julia på Dramaten. Efter det har en rad roller följt i musikaler och pjäser på Parkteatern, Folkoperan, Romateatern på Gotland där han gjorde titelrollen i Othello, samt på Stockholm Stadsteater och inom film och TV. Han gör också svenska röster i Netflix och Disneyfilmer.

## Filmografi
- 1992 – Hassel – De giriga
- 1995 – Älskar, älskar inte
- 1996 – Nudlar och 08:or
- 1997 – Little City
- 1997 – Obsessions of a Puzzled Breed
- 1997–1998 – Skilda världar (TV-serie)
- 1999 – Dreaming of Joseph Lee
- 1999 – Obsession
- 2005 – Harrys döttrar
- 2005 – Mycke kan hända på 5 sek.
- 2007 – Leende guldbruna ögon (TV-serie)
- 2007 – Gangster
- 2008 – Allt flyter
- 2008 – Angel
- 2008 – Socker
- 2009 – Prinsessan och grodan
- 2010 – För kärleken
- 2012 – Livstid
- 2012 – Hamilton - I nationens intresse
- 2014 – Burning Hearts
- 2018 – Katsching – lite pengar har ingen dött av (TV-serie)
- 2018 – Det som göms i snö (TV-serie)
- 2018 – Spider-Man: Into the Spider-Verse
- 2020 – Top Dog (TV-serie)
- 2022 – Äntligen! (TV-serie)
- 2023 – Sanningen (TV-serie)
- 2024 – Strul

## Teater

### Roller (ej komplett)
| År   | Roll                        | Produktion                                                                            | Regi                    | Teater                                      |
| ---- | --------------------------- | ------------------------------------------------------------------------------------- | ----------------------- | ------------------------------------------- |
| 1999 | Bernardo                    | West Side Story Leonard Bernstein, Stephen Sondheim och Arthur Laurents               | Staffan Aspegren        | Göteborgsoperan                             |
| 2002 | Auraterapeuten              | Godspell Stephen Schwartz och John-Michael Trebelak                                   | Ronny Danielsson        | Parkteatern                                 |
| 2003 | Noah "Horse" T. Simmons Man | Allt eller inget (The Full Monty) Terrence McNally och David Yazbek                   | Marianne Mörck          | Stockholms stadsteater                      |
| 2005 | Venticelli                  | Amadeus Peter Shaffer                                                                 | Staffan Aspegren        | Stockholms stadsteater                      |
| 2006 | Budbäraren                  | Medea (Μήδεια Mēdeia) Euripides                                                       | Sara Cronberg           | Stockholms stadsteater                      |
| 2007 | Bagheera                    | Djungelboken (The Jungle Book) Rudyard Kipling                                        | Alexander Mørk-Eidem    | Stockholms stadsteater                      |
| 2008 | Konstapel Klein             | Arsenik och gamla spetsar (Arsenic and Old Lace) Joseph Kesselring                    | Stockholms stadsteater  |                                             |
| 2008 | Ulrich                      | Cabaret John Kander, Fred Ebb och Joe Masteroff                                       | Colin Nutley            | Stockholms stadsteater                      |
| 2010 | Frid                        | Sommarnattens leende (A Little Night Music) Stephen Sondheim och Hugh Wheeler         | Tobias Theorell         | Stockholms stadsteater                      |
| 2010 | Pain Killer                 | Stjärnsmäll Rikard Bergqvist                                                          | Rikard Bergqvist        | Parkteatern                                 |
| 2011 | Bagheera                    | Djungelboken (The Jungle Book) Rudyard Kipling                                        | Alexander Mørk-Eidem    | Stockholms stadsteater                      |
| 2011 | Belize                      | Angels in America Tony Kushner                                                        | Eva Dahlman             | Stockholms stadsteater                      |
| 2012 | Starkey                     | Peter Pan och Wendy (Peter Pan and Wendy) J.M. Barrie i ny version av Anders Duus     | Pia Johansson           | Stockholms stadsteater                      |
| 2014 | Sam Worlitzer Mami          | Happy End Dorothy Lane, Kurt Weill och Bertolt Brecht                                 | Carolina Frände         | Kulturhuset Stadsteatern                    |
| 2015 | Jean                        | Paraplyerna i Cherbourg (Les Parapluies de Cherbourg) Jacques Demy och Michel Legrand | Alexander Mørk-Eidem    | Kulturhuset Stadsteatern                    |
| 2017 | Mafala Hatimbi              | The Book of Mormon Matt Stone, Trey Parker och Robert Lopez                           | Anders Albien           | Chinateatern                                |
| 2018 | Odenarp m.fl                | Krilon Eyvind Johnson                                                                 | Carolina Frände         | Kulturhuset Stadsteatern                    |
| 2018 | Lord Wessex                 | Shakespeare in Love Marc Norman och Tom Stoppard                                      | Ronny Danielsson        | Kulturhuset Stadsteatern                    |
| 2019 | Marcello Solara             | Min fantastiska väninna (L'amica geniale) Elena Ferrante                              | Maria Sid               | Kulturhuset Stadsteatern/ Årsta Folkets hus |
| 2019 | Pastor Kimball              | Tolvskillingsoperan (Die Dreigroschenoper) Bertolt Brecht och Kurt Weill              | Mellika Melouani Melani | Kulturhuset Stadsteatern/ Folkoperan        |
| 2021 | Kapten von Trapp            | Sound of Music Richard Rodgers, Oscar Hammerstein, Howard Lindsay och Russel Crouse   | Ronny Danielsson        | Kulturhuset Stadsteatern                    |
| 2022 |                             | Alltid vara vi Alexander Mørk-Eidem och Lisa Östberg                                  | Alexander Mørk-Eidem    | Kulturhuset Stadsteatern                    |
| 2023 | Marcello Solara Enzo Scanno | Min fantastiska väninna (L'amica geniale) Elena Ferrante                              | Maria Sid               | Kulturhuset Stadsteatern                    |
| 2024 | Marty                       | Dreamgirls Henry Krieger och Tom Eyen                                                 | Edward af Sillén        | Chinateatern                                |